# グリーン券

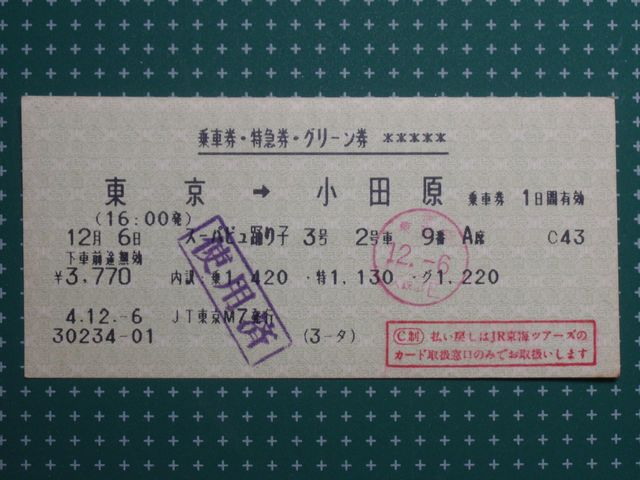
グリーン券（特急券・乗車券と一葉で発券された例）

グリーン券（グリーンけん）とは、JRグループ（かつての日本国有鉄道）及びそれに乗り入れる鉄道会社のグリーン車・グリーン室・グリーン席に乗車するために必要な料金券である。特別車両券（とくべつしゃりょうけん）とも言う。

## 導入経緯
1969年（昭和44年）5月10日に従来の二等級制運賃が廃され、モノクラス制運賃に移行したのにともない設定されたものである。グリーン車は、二等級制時代の「一等車」に相当するが、二等級制時代の一等運賃と異なり、特別車両とされるグリーン車に乗車するために必要となる、運賃に付加される料金という形である。かつては青函連絡船・宇高連絡船にもグリーン券の制度があった。

## 国鉄・JRグループ
日本国有鉄道（国鉄）時代より、特急・急行列車用と普通列車（快速列車を含む）用の2種類にまず分かれる。これを、旅客営業規則では、前者を特別車両券(A)、後者を特別車両券(B)としている。
それぞれさらに指定席グリーン券と自由席グリーン券に分かれる。なお、指定席・自由席の種類によらず、料金は同額である。自由席グリーン券では、別途座席指定料金を支払わなくてよいが、グリーン車で着席せずに車室内やデッキに立って乗車している場合もグリーン券が必要となる。
基本的には、「特別座席」であるグリーン席着席サービスに対する対価であるため、利用時1個列車につき1枚が必要となる。しかし、たとえば、一部の新幹線やJR東日本首都圏の乗り継ぎ制度があるなど、例外的な規定がある。
料金に大人・小児の区別はなく同額であるが、下記にある通り、モノクラス制が導入された当初は、グリーン券は完全に乗車券と同じ性格であり、小児運賃の設定もあり、途中下車も可能であった。

### 沿革
- 1969年（昭和44年）5月10日 従来の二等級制運賃が廃され、モノクラス制運賃に移行したのにともない設定。
  - 従前の一等車には、10%の通行税を料金に含んで計算されており、券面上に「料金は税共」と表示されていた。
  - 当時のグリーン券は乗車券と準じた扱いで複数の列車を乗り継いでもグリーン料金は通算され、また小児は半額であった。
- 1974年（昭和49年）10月 従来の乗車券に準じた扱いから設備使用料金としての性格を明確にする為、制度を大幅変更。
  - グリーン券は新幹線を改札口内で乗り継ぐ場合を除いて1列車に限り1枚有効とした。
  - 大人と小児を同額とした。
  - 距離区分の変更を行い、同時に金額も改訂された。
- 1977年（昭和52年）9月 1974年からの3年連続の大幅値上げで[注 1]グリーン車の利用が大幅に減った為、グリーン料金を30%値下げ。
- 1989年（平成元年）4月1日 消費税法施行に伴い、従前の通行税に代わり消費税を内包する形態となる。
そのため、従前まで通行税の税率10%から当時施行された消費税の3%へ変更されたため、料金の改定が行われた。
以降、消費税改定に関して、内税を採る関係から運賃・料金の改定が行われており、1997年（平成9年）4月1日に消費税が3%から5%へ税率変更に関して料金の変更が成されている。
- 1996年（平成6年） 11月1日 JR九州が自社管内の金額および距離地帯を変更。JR一律の料金体制が崩れる。
- 2002年（平成14年）12月1日 JR東日本が「東北新幹線 八戸開業キャンペーン」として翌2003年（平成15年）11月30日までの期限で特別車両券(A)（特急・急行用）の自社利用分に関して金額および距離地帯を変更。また、新幹線直行特急である「つばさ」・「こまち」のグリーン席の扱いを変更[注 2][1]。
しかし、2003年（平成15年）10月9日に「「当面の間」好評につき継続」と変更し、同年12月1日以降も恒久化していたが[2]、後述のグリーン料金改定に伴い、2022年（令和4年）3月11日をもって終了した[3][4]。
- 2004年（平成16年）10月16日 特別車両券(B)（普通列車用）の運用を変更。
東京圏におけるグリーン券の扱いを開始。これに伴い、「データイムグリーン料金回数券」が廃止。
JR各社で行われていた営業キロ101キロ以上区間の有効期限を「発売日当日のみ」に変更。
従前の定期乗車券・「青春18きっぷ」・「北海道&東日本パス」でのグリーン車利用禁止を改め、自由席に限りその乗車券類にグリーン券を別途購入するだけで乗車できるようになった。
- 2010年（平成22年）12月4日 JR東日本管内で「東北新幹線 新青森全通キャンペーン」として特別車両券(A)の距離地帯・料金を改定。また、翌2011年（平成23年）3月のE5系「はやぶさ」導入に際しグランクラス設定に伴う「グランクラス料金」も設定。アテンダントサービスの有無による料金を別途設定。
- 2011年（平成23年）3月12日　九州新幹線全通に伴う料金計算に際し、従前の新幹線改札内での営業キロ通算から東海道・山陽新幹線との境界駅である博多駅で打ち切り、新幹線区間毎の営業キロの計算の上合算または別に定める料金設定とした。以降、整備新幹線のうち管轄会社が異なる区間を含む北陸新幹線や北海道新幹線では境界駅となる上越妙高駅[注 3]・新青森駅[注 4]までの各会社利用区間ごとの料金計算の上、合算または別に定める料金設定とした。
- 2014年（平成26年）4月1日 消費税が5%から8%へ税率変更。料金が消費税分変更されているが、地帯区分の変更はない。
- 2019年（令和元年）10月1日 消費税が8%から10%へ税率変更に伴い、料金が変更。税金の種別としては異なるが、消費税10%は1989年（平成元年）以前の通行税10%（券面表記等では1割の表記）と同率となる。
- 2022年（令和4年）3月12日 東北・山形・秋田・上越・北陸の各新幹線とJR東日本管内の在来線特急の料金を改定[3][4]。
- 2023年（令和5年）4月1日 JR九州管内の新幹線及び在来線特急の料金を改定[5]。また、同日よりシーズン別の料金を設定[6][注 5]。
- 2024年（令和6年）
  - 3月16日 東京圏の快速・普通列車の料金を改定[7]。また、「成田エクスプレス」のグリーン席の扱いを変更[8][注 6]。
  - 10月1日 快速「マリンライナー」の料金を改定[9]。

### 特別車両券(A)
特別車両券(A)は特急・急行列車用のグリーン券である。販売に際しては以下の通りである。
特急列車のグリーン車は原則として指定席のみである。この場合、座席指定料金相当額（以下「指定額」）がグリーン料金に含まれているとみなされ、特急料金は指定額を減じた自由席特急料金と同額の料金が適用されるが（こちらも参照）、2023年4月1日からシーズン別の料金が設定され、閑散期は200円引き、繁忙期は200円増し、最繁忙期は400円増しとなる。なお、JR北海道の在来線特急とJR東日本の一部の在来線特急、及びJR四国のものがたり列車はシーズン別の料金を適用しない。
また、JR東日本のE5系・E7系、JR西日本のW7系 、JR北海道のH5系に設定した「グランクラス」やJR東日本のE261系電車での「サフィール踊り子」における「プレミアムグリーン」、JR西日本のキハ189系気動車での「はなあかり」における「スーペリアグリーン」、JR九州の787系電車の「DXグリーン席」は2024年現在ではこの中に内包されている。また、個室についても規定は本券種のみ設定されている。
急行列車のグリーン車も指定席が基本であったが、自由席のものもあった。
なお、新幹線同士の一部など一部の異なる列車を乗り継ぐ場合には乗り継ぎ料金制度がある。
自由席の有効期間は乗車日のみとなる。なお、前売りの場合は乗車予定日と指定した日となる。
途中の駅から普通列車になる列車の場合（その逆も含む）、乗車全区間に対して特急・急行列車用として発売されるが、料金は特急・急行列車として運行される区間の分だけでよい。

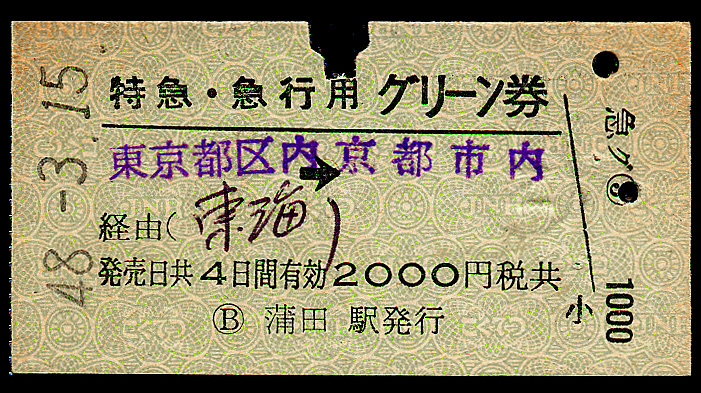
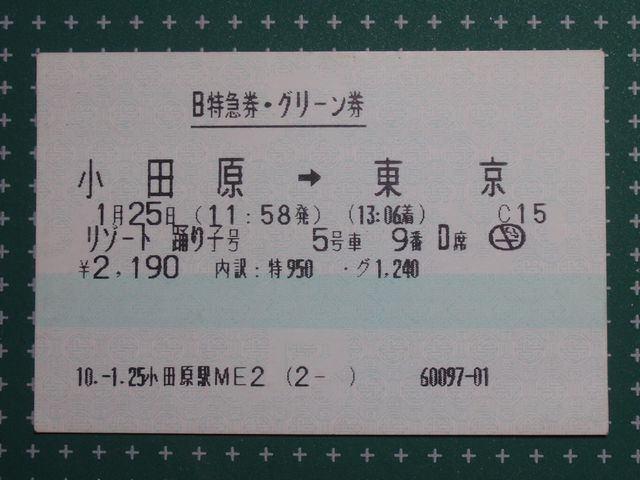
マルス端末から発券された特急用グリーン券
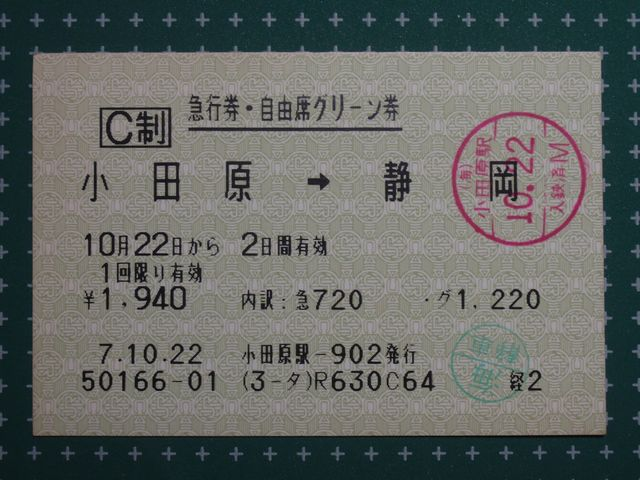
マルス端末から発券された急行用自由席グリーン券

### 特別車両券(B)
特別車両券(B)は、普通列車に適用されるグリーン券であり、表記は「普通列車グリーン券」または「普通列車用グリーン券」となる。一般に設備が特急・急行列車用よりも簡素（特急列車の普通車並み）なため、料金は安価に設定されている。
原則として指定席・自由席の別による料金の違いはないが、後述の東京圏におけるグリーン券の扱いが適用される場合は違いが生じることがある。また、1枚で1本の列車にのみ有効であるが、同じく東京圏においては乗り継ぎ料金制度がある。自由席の有効期間は購入日当日限りである。
自由席グリーン車が運行されている路線では、乗車券とグリーン券を併せたグリーン定期券も発売される。

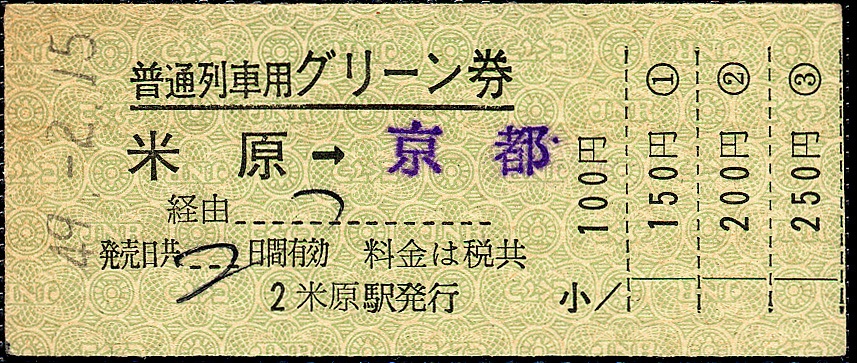
国鉄時代の硬券の普通列車用グリーン券
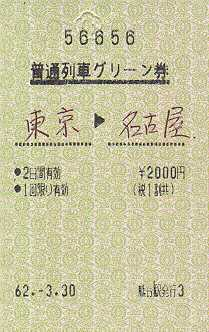
国鉄時代の普通列車用グリーン券

#### 東京圏におけるグリーン券の扱い
1980年代後半以降、普通列車におけるグリーン車はJR東日本の東海道本線（東海道線）列車及び横須賀線と総武線快速電車を介して総武本線・外房線・内房線・成田線のみに連結されていた。しかし、2004年（平成16年）10月16日より湘南新宿ラインを介して新宿駅以北の高崎線・東北本線（宇都宮線）にまで乗り入れることになった。
なお、グリーン車連結は2007年（平成19年）3月18日からは常磐線にも拡大。2015年3月の上野東京ラインの開通によって、東海道線から東京駅・上野駅経由での高崎線・宇都宮線に直通でのグリーン車の乗車も可能となっている。
これに伴い、従来から運用されていた東海道本線・横須賀線で実施していた相互の乗り換えによる乗り継ぎ料金制度を拡大し、異なる運転系統へ進行方向が逆向きになるような形で乗り継ぐ経路を除いて、料金区間内であれば乗り継ぎ可とした。ただし、2025年3月15日からサービス開始となる中央・青梅線だけは、他の運転系統との間でのグリーン料金通算が一切行われない。乗り継ぎが不可であるような例は乗り継ぎ料金制度#普通列車を参照のこと。
この取り扱いがなされるのは東京近郊区間を主に運行される普通列車・快速列車の自由席のものに限られ、座席指定制のものについては適用されない。
適用される線区は、以下の区間である。
- 東海道本線：東京駅 - 沼津駅間、品川駅 - 新川崎駅 - 鶴見駅間[注 8]
- 山手線：品川駅 -  田端駅間[注 9]
- 赤羽線：池袋駅 - 赤羽駅間[注 10]
- 伊東線：熱海駅 - 伊東駅間
- 横須賀線：大船駅 - 久里浜駅間
- 総武本線：東京駅 - 成東駅間
- 成田線：佐倉駅 - 成田空港駅間
- 外房線：千葉駅 - 上総一ノ宮駅間
- 内房線：蘇我駅 - 君津駅間
- 東北本線：東京駅 - 宇都宮駅間[注 11]
- 高崎線：大宮駅 - 高崎駅間
- 上越線：高崎駅 - 新前橋駅間
- 両毛線：前橋駅 - 新前橋駅間
- 常磐線：日暮里駅 - 高萩駅間
- 中央本線：東京駅 - 大月駅間
- 青梅線：立川駅 - 青梅駅間

相違点として、以下のものが挙げられる。
- 従来、乗車に際してグリーン券の有無を問わず同一金額であったものを、Suicaグリーン券を駅で購入する「Suicaグリーン券料金」と駅の券売機や乗車後に精算する料金「通常料金（紙券・車内料金）」が異なるようにした。車内・紙券料金はSuicaグリーン券料金の260円増しである。なお、モバイルSuicaで購入した場合もSuicaグリーン券料金である。
- 料金地帯を従来の150キロまで50キロ刻み及び151キロ以上の4地帯から、「50キロまで」「100キロまで」「101キロ以上」の3地帯とした。

2024年3月15日以前は下記の要素もあった
- 乗車日[注 12]により料金体系を「平日料金」・「ホリデー料金」の2本立てとした。ホリデー料金は平日料金の200円引きである。
- 料金地帯を従来の150キロまで50キロ刻み及び151キロ以上の4地帯から、50キロ以下と51キロ以上の2地帯とした。
- 従来、乗車に際してグリーン券の有無を問わず同一金額であったものを、乗車前購入時の料金「事前料金」と乗車後に精算する料金「車内料金」が異なるようにした[14]。車内料金は事前料金の260円増しである。なお、モバイルSuicaで購入した場合は事前料金と同額である。

また、Suicaを利用した「グリーン車Suicaシステム」が導入されている。これは、ICカード内にグリーン券情報を記録する「Suicaグリーン券」を自動券売機で購入し（グリーン料金はSuicaのSF残高から差し引かれる）、グリーン車の座席上部にある読取機にSuicaをタッチすることで車内改札を省略することができるチケットレスシステムである。ただし、2021年3月12日まで運転していた「湘南ライナー」等に充当される特急用車両および215系のグリーン車はSuicaグリーン券の車内改札省略に対応していなかった。
これと同時に、従来の定期乗車券・青春18きっぷ・北海道&東日本パスでのグリーン車利用対象外を改め、自由席に限りその乗車券類にグリーン券を別途購入するだけで乗車できるようになった。一方、「グリーン回数券」・「データイムグリーン料金回数券」が廃止された。
2006年3月18日のダイヤ改正で導入線区が拡大された。同時にホーム上の自動券売機でのグリーン券発売は全てSuicaグリーン券のみとなり、紙のグリーン券（磁気グリーン券）は改札外の自動券売機およびみどりの窓口のみでの発売となった。
Suicaと相互利用可能な他社カードでのSuicaグリーン券の購入は、2013年3月時点ではPASMO・TOICA・Kitacaでのみ可能であり、それ以外のカードでは不可能である。また、東海旅客鉄道（JR東海）の駅となる函南駅・三島駅・沼津駅以遠発の利用者はSuicaグリーン券を駅で購入できず、車内においてアテンダントに申し付けてSuicaグリーン券料金の磁気グリーン券を購入する必要がある。

### グリーン券不使用による払戻し
自由席グリーン券は有効期間中・区間内の任意の列車に有効なため、有効なグリーン券を所持しているにもかかわらず満席で座れないこともある。このために普通車へ移動する場合は、あらかじめグリーン車の乗務員から不使用証明書の発行を受けて、普通車に乗車する。下車後、駅窓口へグリーン券と共に提出する事で、手数料なしでグリーン料金の返還を受けられる。グリーン車のデッキ・通路に立席で乗車した場合は、グリーン車に乗車したという事になるため、グリーン料金の返還は受けられない。

### JR各社のグリーン料金表
金額は円。

#### 現行
2024年10月1現行のJR各社のグリーン料金表を示す。消費税（税率10%）は内税。

##### A表
JR各社の特急・急行列車用グリーン料金表（特別車両料金(A)：座席指定席）
| 会社・列車 | 会社・列車                                                                  | 会社・列車                                                                  | -100km | -150km | -200km | -400km | -600km | -700km | -800km | 801km- |
| ---------- | --------------------------------------------------------------------------- | --------------------------------------------------------------------------- | ------ | ------ | ------ | ------ | ------ | ------ | ------ | ------ |
| 下記以外   | 下記以外                                                                    | 下記以外                                                                    | 1,300  | 2,800  | 2,800  | 4,190  | 5,400  | 6,600  | 6,600  | 7,790  |
| JR西日本   | 北陸新幹線（自社線内のみ）                                                  | 北陸新幹線（自社線内のみ）                                                  | 1,300  | 2,800  | 2,800  | 4,190  | 5,400  | 5,600  | 6,600  | 6,600  |
| JR東日本   | 自社線内相互発着の場合                                                      | 自社線内相互発着の場合                                                      | 1,300  | 2,800  | 2,800  | 4,190  | 5,400  | 5,600  | 6,600  | 6,600  |
| JR東日本   | プレミアムグリーン席                                                        | プレミアムグリーン席                                                        | 2,800  | 4,300  | 4,300  | 4,300  | 4,300  | 4,300  | 4,300  | 4,300  |
| JR東日本   | E655系車両で運転する特別急行列車                                            | E655系車両で運転する特別急行列車                                            | 2,800  | 2,800  | 2,800  | 4,190  | 5,400  | 6,600  | 6,600  | 7,790  |
| JR西日本   | スーペリアグリーン席                                                        | 2名利用                                                                     | 3,500  | 5,000  | 5,000  | 6,390  | 7,600  | 7,600  | 7,600  | 7,600  |
| JR西日本   | スーペリアグリーン席                                                        | 1名利用                                                                     | 7,000  | 10,000 | 10,000 | 12,780 | 15,200 | 15,200 | 15,200 | 15,200 |
| JR四国     | 伊予灘ものがたり 四国まんなか千年ものがたり 志国土佐 時代の夜明けものがたり | 伊予灘ものがたり 四国まんなか千年ものがたり 志国土佐 時代の夜明けものがたり | 1,700  | 1,700  | 1,700  | 1,700  | 1,700  | 1,700  | 1,700  | 1,700  |
| JR九州     | 九州新幹線                                                                  | グリーン席                                                                  | 1,300  | 2,800  | 2,800  | 4,190  | 4,190  | 4,190  | 4,190  | 4,190  |
| JR九州     | 在来線                                                                      | グリーン席                                                                  | 1,300  | 2,800  | 2,800  | 4,190  | 4,190  | 4,190  | 4,190  | 4,190  |
| JR九州     | 在来線                                                                      | DXグリーン席                                                                | 2,080  | 4,760  | 4,760  | 6,150  | 6,150  | 6,150  | 6,150  | 6,150  |
| JR九州     | 或る列車                                                                    | 或る列車                                                                    | 3,300  | 3,300  | 3,300  | 4,190  | 4,190  | 4,190  | 4,190  | 4,190  |
| JR九州     | 36ぷらす3 かんぱち いちろく                                                 | 36ぷらす3 かんぱち いちろく                                                 | 3,300  | 3,300  | 4,300  | 5,300  | 5,300  | 5,300  | 5,300  | 5,300  |

| 会社等   | 会社等                       | 設備定員/室 | 金額(1室) | 備考                                      | 備考                                      | 備考                                      | 備考                                                            |
| -------- | ---------------------------- | ----------- | --------- | ----------------------------------------- | ----------------------------------------- | ----------------------------------------- | --------------------------------------------------------------- |
| JR東日本 | 〔E261系車両で運転する列車〕 | 4人         | 11,200    | 伊豆急線内では3,120円を加算               | 伊豆急線内では3,120円を加算               | 伊豆急線内では3,120円を加算               | 伊豆急線内では3,120円を加算                                     |
| JR東日本 | 〔E261系車両で運転する列車〕 | 6人         | 16,800    | 伊豆急線内では4,680円を加算               | 伊豆急線内では4,680円を加算               | 伊豆急線内では4,680円を加算               | 伊豆急線内では4,680円を加算                                     |
| JR東日本 | スペーシアきぬがわ           | 4人         | 3,150     | 東武線にまたがって利用する場合は6,300円。 | 東武線にまたがって利用する場合は6,300円。 | 東武線にまたがって利用する場合は6,300円。 | 東武線にまたがって利用する場合は6,300円。                       |
| JR四国   | 伊予灘ものがたり             | 8人         | 33,600    | 2人以上で利用可能                         | 2人以上で利用可能                         | 2人以上で利用可能                         | 2人以上で利用可能                                               |
| 利用距離 | 利用距離                     | -100km      | -200km    | -400km                                    | -600km                                    | -800km                                    | 備考                                                            |
| JR西日本 | WEST EXPRESS 銀河            | 4,360       | 5,860     | 7,240                                     | 8,450                                     | 9,660円                                   | 1人用個室は複数人での利用は不可 複数人用個室は1人での利用は不可 |
| JR九州   | 定員4人                      | 2,600       | 5,600     | 8,380                                     | 8,380                                     | 8,380                                     | グリーン料金2人分                                               |
| JR九州   | 36ぷらす3 かんぱち いちろく  | 4,500       | 5,500     | 6,500                                     | 6,500                                     | 6,500                                     | 旅行商品（パッケージツアー）のみの発売                          |

##### B表
JR各社の普通列車用グリーン料金表
| 会社・列車                                | 会社・列車                                                                               | 会社・列車                                                                               | -50km | -100km | -150km | 151km- |
| ----------------------------------------- | ---------------------------------------------------------------------------------------- | ---------------------------------------------------------------------------------------- | ----- | ------ | ------ | ------ |
| 下記を除くJR各路線 座席指定席・自由席共通 | 下記を除くJR各路線 座席指定席・自由席共通                                                | 下記を除くJR各路線 座席指定席・自由席共通                                                | 780   | 1,000  | 1,700  | 1,990  |
| JR東日本・JR東海 東京圏                   | 普通・快速列車 自由席                                                                    | Suicaグリーン券                                                                          | 750   | 1,000  | 1,550  | 1,550  |
| JR東日本・JR東海 東京圏                   | 普通・快速列車 自由席                                                                    | 通常価格                                                                                 | 1,010 | 1,260  | 1,810  | 1,810  |
| JR東日本・JR東海 東京圏                   | 普通・快速列車 自由席                                                                    | 熱海 - 沼津間相互利用                                                                    | 750   | -      | -      | -      |
| JR東日本 東京圏以外                       | 客車を連結して運転する列車（〔SLばんえつ物語〕等） 〔ひなび（陽旅）〕車両 〔SATONO〕車両 | 客車を連結して運転する列車（〔SLばんえつ物語〕等） 〔ひなび（陽旅）〕車両 〔SATONO〕車両 | 2,000 | 2,000  | 2,000  | 3,000  |
| JR西日本                                  | 〔SLやまぐち号〕または〔DLやまぐち号〕                                                   | 〔SLやまぐち号〕または〔DLやまぐち号〕                                                   | 2,500 | 2,500  | 2,500  | 2,500  |
| JR西日本・JR四国                          | 快速〔マリンライナー〕                                                                   | 快速〔マリンライナー〕                                                                   | 1,010 | 1,260  | 1,260  | 1,260  |
| JR九州                                    | 指定席・自由席共通                                                                       | 指定席・自由席共通                                                                       | 780   | 1,000  | 1,000  | 1,000  |

## 他の私鉄・第三セクター鉄道

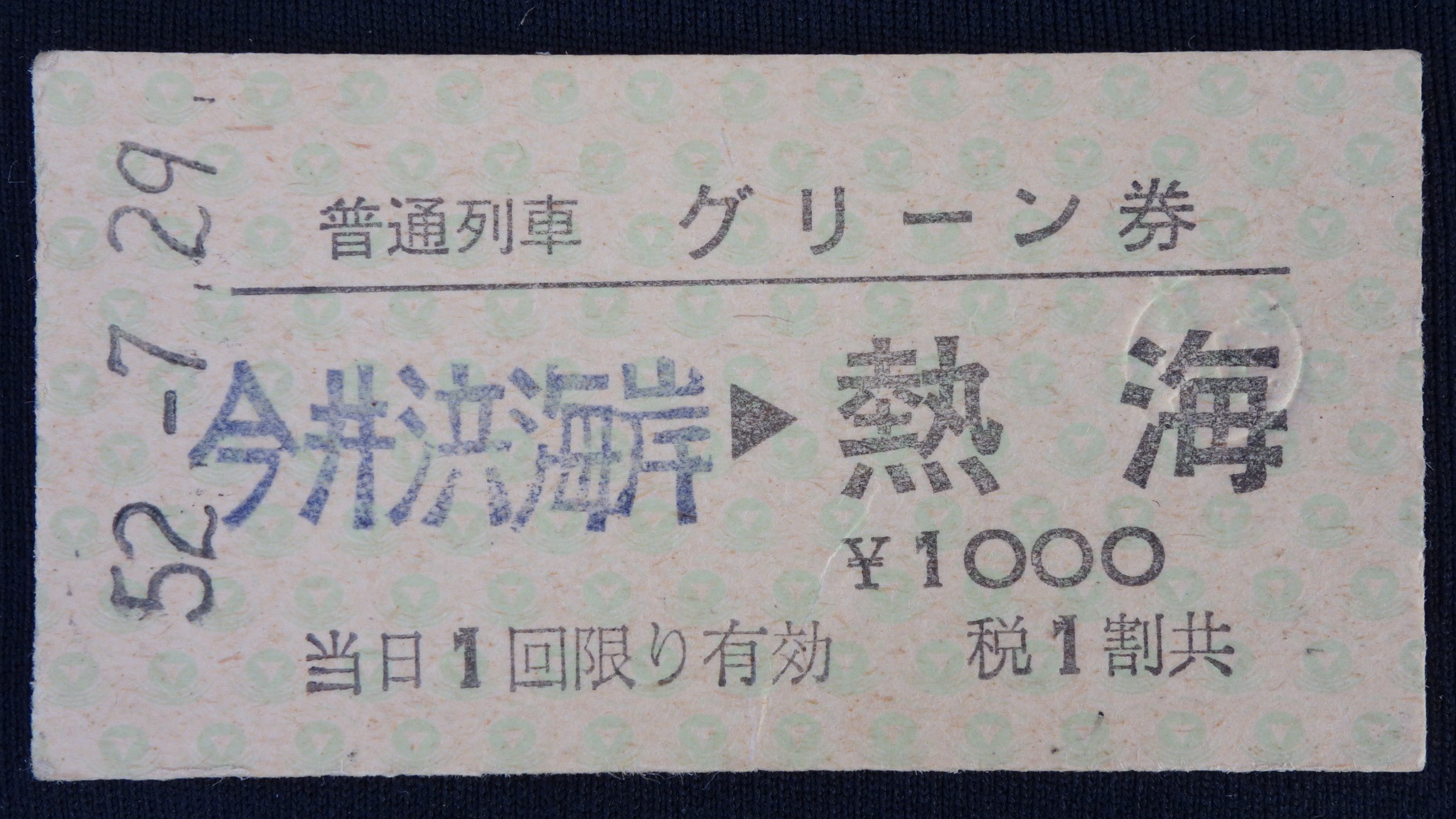
伊豆急行のグリーン券

JRからの乗り入れ特急などにグリーン車を連結している場合、もしくは自社で同様の車両を保有し運行している場合に、JR各社に倣った制度を設けてグリーン券を設定・発売しているケースがある。設定実績のある事業者は以下の通り。このうち道南いさりび鉄道とIGRいわて銀河鉄道については定期列車でのグリーン車乗り入れはないが、JR東日本E001形「TRAIN SUITE 四季島」の乗り入れに対応して同車に限定して特別車両料金を設定している。
- 道南いさりび鉄道[21]
- 青い森鉄道[要出典]
- IGRいわて銀河鉄道[22]
- 北越急行（2015年まで）
- 富士山麓電気鉄道（特別車両券として自社内特急で販売の他、過去に成田エクスプレスが入線していた関係で設定。成田エクスプレスを参照。）
- 伊豆急行
- 伊豆箱根鉄道（1975年まで）
- 名古屋鉄道（1970年まで）
- WILLER TRAINS
- 智頭急行
- 土佐くろしお鉄道
- 肥薩おれんじ鉄道[23]

なお、グリーン車を連結した列車が乗り入れるものの、制度を設定しておらず自社線内のみでのグリーン車利用を不可としているケースもある（IRいしかわ鉄道・伊勢鉄道）。